# إبراهيم بن محمد بن حسن الفخرو
المناضل إبراهيم بن محمد آل حسن آل فخرو، ولد في مطلع العام 1918م في دولة قطر، بينما عاش وترعرع في فريج المري بالمحرق حيث منزل والده الحاج محمد بن حسن آل فخرو. وفد مارس التجارة مع والده منذ الثلاثينات.
كان المناضل إبراهيم بن محمد آل فخرو نشطاً أثناء التحركات الشعبية في البحرين. فقد ساهم في أول حركة إصلاح وطنية في دولة البحرين عام 1938م، وهو أحد الأعضاء الثمانية للهيئة التنفيذية «المركزية» لهيئة الاتحاد الوطني.
قضى إبراهيم الفخرو في الانتقال من نضال إلى آخر رحم الله الفقيد، وأدخله فسيح جناته. توفي عن عمر ناهز 87 عاما سنة 2005م.

## اسمه ونسبه
إبراهيم بن محمد بن حسن بن محمود بن حسن بن محمود آل فخروه، نسبةً إلى جده فاخر من قبيلة بني تميم المضرية العدنانية. وتعتبر أسرة آل فخرو التميمية من الأسر الكبيرة، ذات الوجاهة والمكانة، كما أنها تمتاز بتاريخها الطويل وبتميز أفرادها بالعلم والتجارة، وهي أسرة سنية تتبع الفقه الحنبلي.

## تاريخه السياسي
في عام 1938م شهد إبراهيم الفخروه أولى خطواته السياسية، عندما كان عمره عشرين عاما، حيث كان شابا مفعما بالحيوية آنذاك، وكان الغليان الشعبي في البحرين على أشده بسبب ازدياد الدكتاتورية. وفي العام نفسه "1938" اعتقل الفخرو لمدة شهرين بسبب نشاطه السياسي ومشاركته في الاضرابات العمالية التي دشنت أول حركة وطنية مطلبية عامة.
كان الوضع السياسي في حال غليان والناس مشدودة تتابع ثورة يوليو/ تموز 1952م في مصر، وكان هناك شعور يتزايد بالامتعاض من دور الوصاية الذي يلعبه المستشار بلغريف. وحدثت خلال تلك الفترة حوادث طائفية عدة في البحرين تم على اثرها التداعي لاجتماع في مأتم بن خميس في السنابس يوم الثالث عشر من أكتوبر/ تشرين أول من العام 1954م حضره المئات من أبناء الطائفتين، وتم تأسيس جمعية عامة من مئة وعشرين عضوا يمثلون الطائفتين في البلاد عرفت باسم «الهيئة التنفيذية العليا»، كما تم اختيار لجنة تنفيذية مكونة من ثمانية أشخاص يمثلون الطائفتين بالتساوي واختير إبراهيم الفخروه عضواً، وقد غيرت اسمها لاحقا إلى «هيئة الاتحاد الوطني»
ومنذ تأسيسها في 13 أكتوبر / تشرين الأول عام 1954م حتى تاريخ القضاء عليها في 6 نوفمبر/ تشرين الثاني من العام 1956م، كانت الهيئة في قلب الحدث، وعملت على معالجة القضايا الملحة ووحدت الطائفتين بصورة أقوى وأفضل من أعوام الثلاثينات واستطاعت التصدي وبشجاعة للمستعمر البريطاني وإحباط مخططاته الطائفية والعنصرية.
إلا أن المستعمر البريطاني استغل ما حدث في البحرين بعد العدوان الثلاثي على مصر الذي كان فيه طرفا مع الأطراف الأخرى، «فرنسا وإسرائيل»، ضد ثورة الضباط الأحرار بزعامة جمال عبد الناصر إذ هبت الجماهير في البحرين، ونظمت تظاهرات حاشدة ضد العدوان، فتم اعتقال قادة الهيئة وصدر حكم صوري ضدهم.
وقد حكمت المحكمة الاستئنافية التي انعقدت في مركز شرطة البديع في 22 ديسمبر/ كانون الأول عام 1956م بسجن إبراهيم بن محمد لعشر سنوات في سجن جدا.
خرج من السجن في أغسطس 1964م وعاد إلى شعب أثقلته قوانين الطوارئ وشردت نخبته إلى خارج البلاد، وأسكتت أصواته وسائل القمع بشتى أنواعها. وعاش ليشاهد الشعب ينتفض مرة في مارس / آذار 1965م وينال استقلاله في العام 1971م ويدخل مرحلة أخرى.
إن نضالات الحاج إبراهيم الفخروه وتضحياته صفحة ذهبية في تاريخ البحرين، وعليه يترحم الناس ويستذكرون انسانا فاضلا عاش بينهم ولم يبخل عليهم عندما احتاجوه، وكذلك الناس لن ينسوه أو يبخسوه حقه.

## وفاته
توفي رحمه الله عام 2005 ودفن في مقبرة المحرق عن عمر ناهز 87 عاما بحضور أبنائه وأفراد أسرته إلى جانب جموع غفيرة ممن عاصروه أو عرفوه من رجال أعمال وحقوقيين وسياسيين ونواب وآخرين.